# Eddie "Rochester" Anderson
Edmund Lincoln Anderson, noto come Eddie "Rochester" Anderson (Oakland, 18 settembre 1905 – Los Angeles, 28 febbraio 1977), è stato un attore statunitense.

## Filmografia parziale

### Cinema
- Transient Lady, regia di Edward Buzzell (1935)
- Verdi pascoli (The Green Pastures), regia di Marc Connelly e William Keighley (1936)
- Three Men on a Horse, regia di Mervyn LeRoy (1936)
- One Mile from Heaven, regia di Allan Dwan (1937)
- Figlia del vento (Jezebel), regia di William Wyler (1938)
- Gold Diggers in Paris, regia di Ray Enright e Busby Berkele (1938)
- L'eterna illusione (You Can't Take It with You), regia di Frank Capra (1938)
- Kentucky, regia di David Butler (1938)
- L'alfabeto dell'amore (Going Places), regia di Ray Enright (1938)
- Il sosia innamorato (Honululu), regia di Edward Buzzell (1939)
- Via col vento (Gone with the Wind), regia di Victor Fleming (1939)
- Una bionda in paradiso (Topper Returns), regia di Roy Del Ruth (1941)
- Kiss the Boys Goodbye, regia di Victor Schertzinger (1941)
- Birth of the Blues, regia di Victor Schertzinger (1941)
- Destino (Tales of Manhattan), regia di Julien Duvivier (1942)
- Signorine, non guardate i marinai (Star Spangled Rhythm), regia di George Marshall (1942)
- Due cuori in cielo (Cabin in the Sky), regia di Vincente Minnelli (1943)
- Ritmi di Broadway (Broadway Rhythm), regia di Roy Del Ruth (1944)
- Milioni in pericolo (Brewster's Millions), regia di Allan Dwan (1945)
- Questo pazzo, pazzo, pazzo, pazzo mondo (It's a Mad, Mad, Mad, Mad World), regia di Stanley Kramer (1963)
- L'uomo caffelatte (Watermelon Man), regia di Melvin Van Peebles (1970)

### Televisione
- The Jack Benny Program (1950-1965)
- Bachelor Father (1962)
- The Dick Powell Show – serie TV, episodio 2x30 (1963)
- Harlem Globetrotters (1970) - voce
- Speciale Scooby (The New Scooby-Doo Movies) (1972-1973) - voce

## Doppiatori italiani
- Amilcare Quarra in L'eterna illusione
- Vinicio Sofia in Figlia del vento
- Loris Gizzi in Via col vento
- Carlo Romano in Due cuori in cielo
- Mario Milita in Via col vento (ridoppiaggio)